# AOL
AOL là viết tắt của America Online, là một công ty cung cấp dịch vụ Internet toàn cầu có trụ sở tại Hoa Kỳ. công ty này thuộc quản lý của tập đoàn Time Warner (hiện là Warner Media).